# Haeghe Meulen
Haeghe Meulen is een gehucht in de Franse gemeente Warrem in het Noorderdepartement. Het ligt in het westen van de gemeente, bijna anderhalve kilometer ten zuidwesten van het dorpscentrum van Warrem.
Het gehucht ligt op het kruispunt van de weg van Sint-Winoksbergen naar Ieper met de Looweg, een oude weg tussen Lo in Veurne-Ambacht en "Loo" in Bergen-Ambacht (Looberghe). Op 19de-eeuwse kadasterplannen werd nabij dit gehucht nog een windmolen aangeduid. In vroeger eeuwen werd het gehucht aangeduid met de naam Hage Molen refererend aan deze windmolen.